# Тёмная Башня (роман)
«Тёмная Башня» (англ. The Dark Tower VII: The Dark Tower) — седьмая и заключительная книга Стивена Кинга из одноимённого цикла, опубликованная в день рождения автора 21 сентября 2004 года.

## Сюжет
В последней книге цикла Роланд и члены его ка-тета, преследуемые сыном Алого Короля и самого стрелка Мордредом, выходят на финишную прямую. Сюзанна, разрешившись от бремени, делает попытку убить Мордреда, но ей удаётся только ранить его. Роланд и Эдди в мире, где живёт их создатель Стивен Кинг, оставляют задание для ка-тета Джона Каллема, Аарона Дипно и Мозеса Карвера, крестного отца Одетты Холмс — Сюзанны Дин. Прорываясь в Федик на помощь Сюзанне, Джейк Чамберс, Ыш и отец Каллаген попадают в логово «низких людей» и вампиров. Отец Каллаген гибнет. Погибает также и один из могущественных врагов Роланда — Рэндалл Флэгг (человек в чёрном).
Воссоединившись, стрелки попадают в Тандерклеп, где встречаются с Тедом Бротигеном (персонаж романа «Сердца в Атлантиде»). В Тандерклепе живут и работают Разрушители, основная задача которых — разрушение Лучей. Стрелкам удаётся остановить крушение предпоследнего Луча, но при этом они теряют одного из своего ка-тета, Эдди Дина.
Их ка-тет начинает распадаться. Они ещё успевают спасти от смерти «певца Гана» Стивена Кинга (ценой жизни Джейка Чамберса), но ка-тета уже нет. Роланд Дискейн должен прийти к Тёмной Башне один, как он и видел это в своих снах и видениях Колдовской Радуги. Почти обезумевшая от потери мужа Сюзанна находит успокоение, с помощью художника Патрика открыв дверь в другой, параллельный мир, где встречает другого Эдди и его младшего брата Джейка (их фамилия в этом мире — Торен). Потеряв всех своих друзей, разделавшись с Мордредом, преодолев все препятствия, в том числе и последнее, в лице Алого Короля, Роланд достигает Тёмной Башни на закате.
Книга прерывается самим Стивеном Кингом, который предлагает читателю остановиться на этом моменте, ведь «концовки безжалостны», и книгу можно оставить на счастливом моменте воссоединения всего ка-тета, кроме Роланда, который все же был в башне. После уговоров остановиться, автор все же продолжает.
Войдя в Тёмную Башню, Роланд понимает, что башня рассказывает ему его собственную историю: каждая из комнат башни соответствует какому-либо этапу его жизни. Комната на вершине Тёмной Башни закрыта дверью с надписью «Роланд» и символом на дверной ручке: розой, оплетающей револьвер. Открыв дверь, Роланд обнаруживает, что она ведет в пустыню, с которой начинается цикл. Стрелок понимает, что он проделывал этот путь уже сотни раз. Он просит башню проявить милосердие, но Башня отталкивает Роланда и стирает ему память, ведь идти по этому пути и есть его судьба.
Заканчивается повествование тем, что стрелок, теперь уже с рогом Эльда, вновь гонится за Уолтером О’Димом. Это одновременно возвращает Роланда к началу повествования, но вместе с этим читателю предлагается и прямой намек, что все произойдет иначе, ведь на этот раз у него есть древняя реликвия, которую он отвергал, и о чём периодически вспоминал и жалел на протяжении всего цикла. Шёпот Башни говорит ему, что если он пройдет этот путь, не уронив чести, его предназначение будет выполнено.
Последняя строка повторяет первую строку первой книги, окончательно замыкая историю в круг: «человек в черном уходил в пустыню, и стрелок последовал за ним».

## Персонажи
- Роланд Дискейн
- Эдди Дин
- Сюзанна Дин
- Ыш — ушастик-путаник
- Джейк Чеймберз
- Стивен Кинг — «певец Гана», писатель, рассказывающий историю стрелка и его ка-тета
- Отец Кэллаган
- Данделло — вампир, питающийся человеческими эмоциями
- Патрик Денвилл — юноша, талантливый художник, обладающий способностью создавать и уничтожать реальность своими картинами.

## Оценки
В 2005 году роман удостоился премии August Derleth Award, учреждённой British Fantasy Society за лучшую книгу года в жанре ужасы.